# Gnaphalopoda lugubris
Gnaphalopoda lugubris är en skalbaggsart som beskrevs av Blackburn 1892. Gnaphalopoda lugubris ingår i släktet Gnaphalopoda och familjen Melolonthidae. Inga underarter finns listade i Catalogue of Life.